# Orfeo toolbox
Orfeo Toolbox (OTB) è una libreria per il processo e l'elaborazione di immagini telerilevate.
Il progetto fu iniziato dall'agenzia spaziale francese (Centre national d'études spatiales - CNES) nel 2006 e continua a essere un software in sviluppo continuo e partecipato dalla comunità open source.
Originariamente questa libreria fu sviluppata per immagini ad alta risoluzione spaziale, acquisite dalla costellazione Orfeo: Pleiades e COSMO-SkyMed. Oggi invece viene utilizzato anche per diversi tipi di sensori, montati su diversi satelliti per telerilevamento.

## Linguaggio
OTB è una libreria scritta in C++, basata su Insight Segmentation and Registration Toolkit (ITK), una libreria per il processo di immagini mediche.
È anche possibile usare sia Python che Java per costruire alcune funzioni in OTB. Esistono inoltre alcuni metodi per usare OTB con ENVI. È inoltre possibile utilizzare alcune funzione di MATLAB in OTB.

## Licenza
OTB è distribuito sotto licenza libera CeCILL, una licenza simile alla GNU General Public License.